# Antoine Choplin
Pour les articles homonymes, voir Choplin.
 (avril 2023).
Antoine Choplin est un romancier et poète français né à Châteauroux (Indre) le 31 août 1962.

## Biographie
Antoine Choplin grandit en région parisienne.
A l’âge de 17 ans, marqué par plusieurs lectures parmi lesquelles La terre n’est qu’un seul pays d’André Brugiroux, il part voyager en auto-stop, en Europe, puis en Afrique.
De retour, il reprend les études, intègre une grande école de commerce, puis un troisième cycle universitaire en économie mathématique.
Pendant quatre ans, il exerce dans ces domaines comme professeur assistant puis en tant que consultant.
En 1989, il décide de se rapprocher du secteur culturel et devient administrateur de Danse à Lille, structure de production et de diffusion chorégraphique.
En 1992, sa passion pour la montagne le conduit à s’installer dans les Alpes. Il fonde en Isère l’association Scènes obliques avec le souhait d’inventer à la culture vivante et à la littérature d’autres formes de médiation au profit de tous, en prise avec les paysages de montagne et en dialogue avec le monde scientifique.
Dans ce cadre, il crée notamment, en 1996, le Festival de l’Arpenteur, Théâtre pentu et parole avalancheuse, et en 2008 le projet CAIRNS, Rencontres internationales de proximité.
En 2003, il fonde la revue littéraire et réflexive « Arpentages » qu’il animera pendant 14 ans.
L’ensemble de ces activités artistiques et culturelles le conduisent par ailleurs à intervenir dans des cadres nombreux et divers (formations, colloques, universités) et à développer plusieurs projets de coopération, notamment internationale (Maroc, Finlande, Italie).
A partir de 2019, il commence à travailler à l’émergence d’un Espace Culturel International de la Montagne en Isère.
Marcheur et montagnard, il est titulaire du Brevet d’État d’accompagnateur en montagne depuis 1995. Il a réalisé plusieurs marches au long cours, dont la traversée des Alpes françaises (2021).
Parmi les nombreux voyages qu’il a entrepris, certains sont à l’origine de ses textes romanesques ou poétiques (Inde, Ukraine, Europe Centrale, Russie, Chili, Cuba, Japon).
Il publie ses premiers livres à la fin des années 1990, romans et recueils de poèmes.
En 2003, « Radeau » est le premier livre à lui valoir une large reconnaissance, publique et critique. 
Son œuvre est traduite dans plusieurs langues et certains de ses titres sont adaptés au théâtre.
Il est lauréat de plusieurs prix et bourses. 
En 2023, la lecture qu’il a créée (en 2017) à l’invitation du Festival Terre de Paroles (Haute-Normandie) avec la violoncelliste Noémi Boutin tirée de son roman « Une forêt d’arbres creux » (évoquant le destin d’artistes peintres détenus au Camp-ghetto de Terezin durant la 2nde guerre mondiale) est accueillie à Prague et au Mémorial de Terezin (République Tchèque).
En 2023, après plus de 30 ans à la direction artistique de Scènes obliques, il quitte la structure pour se consacrer pleinement à l’écriture.

## Œuvres
- La Manifestation, Nantes, France, Éditions du Petit Véhicule, coll. « Récits et nouvelles de la nuit », 2001, 59 p.  (ISBN 2-84273-246-4)
- Tambour et peignoir incarnat, Nantes, France, Éditions du Petit Véhicule, coll. « Plaine page », 2001, 106 p.  (ISBN 2-84273-290-1)
- Des âmes en goguette, Nantes, France, Éditions du Petit Véhicule, coll. « Le carré de l'imaginaire », 2002, 52 p.  (ISBN 2-84273-310-X)
- Radeau, Lyon, France, Éditions La Fosse aux ours, 2003, 134 p.  (ISBN 2-91204-261-5)
  - Prix des librairies Initiales 2003
- Léger fracas du monde, Lyon, France, Éditions La Fosse aux ours, 2004, 153 p.  (ISBN 978-2-912042-71-2)[1]
- L’Impasse, Lyon, France, Éditions La Fosse aux ours, 2006, 152 p.  (ISBN 978-2-91204-281-1)[2]
- Cairns : et autres fragments paysagers pour marcheur en terrain pentu, ph. de Francis Helgorsky, Nancy, France, Éditions La Dragonne, 2007, 45 p.  (ISBN 978-2-913465-51-0)
- Cour Nord, Rodez, France, Éditions du Rouergue, coll. « La Brune », 2009, 130 p.  (ISBN 978-2-8126-0091-3)[3]
- Apnées, Lyon, France, Éditions La Fosse aux Ours, 2009, 112 p.  (ISBN 978-2-3570-7005-9)
- Le Héron de Guernica, Rodez, France, Éditions du Rouergue, coll. « La Brune », 2011, 158 p.  (ISBN 978-2-8126-0248-1)[4] Prix du Salon du Livre de Chaumont, 2012.
- Debout sur la terre, Genouilleux, France, Éditions La Passe du Vent, coll. « Poésie », 2012, 53 p.  (ISBN 978-2-84562-201-2)
- La Nuit tombée, Lyon, France, Éditions La Fosse aux ours, 2012, 128 p.  (ISBN 978-2-35707-033-2)[5]

- Prix du Roman France Télévisions 2012
- Les cargos glissent à l’horizon des rues, Le Mans, France, Éditions Cénomane, 2013, 64 p.  (ISBN 978-2-916329-48-2)
- Les Gouffres, Lyon, France, Éditions La Fosse aux ours, 2014, 131 p.  (ISBN 978-2-357-07049-3)[7]
- L’Incendie, avec Hubert Mingarelli, Lyon, France, Éditions La Fosse aux ours, 2015, 80 p.  (ISBN 978-2-35707-060-8)
- Une forêt d'arbres creux, Lyon, France, Éditions La Fosse aux ours, 2015, 115 p.  (ISBN 978-2-35707-065-3)
- Tectoniques, avec les dessins de Corinne Penin, Éditions Le Réalgar, 2016 80 p.  (ISBN 979-10-91365-29-1)
- Quelques jours dans la vie de Tomas Kusar, Lyon, France, Éditions La Fosse aux ours, 2016, 225 p.  (ISBN 978-2-35707-119-3)

- Prix Louis-Guilloux 2017
- A contre-courant, Paris, France, éditions Paulsen, 2018, 216 p.
- Partiellement nuageux, Lyon, France, Éditions La Fosse aux ours, 2019, 160 p.
- Nord-Est, Lyon, France, Éditions La Fosse aux ours, 2020, 208 p.  (ISBN 978-2-35707-157-5)[8]
- Un ciel rempli d'oiseaux, Lyon, France, Éditions La Fosse aux ours, 2021, 70 p.  (ISBN 978-2-35707-167-4)
- Partie italienne, Paris, France, Éditions Buchet Chastel, 2022, 168 p.  (ISBN 978-2-283-03593-1)
- La barque de Masao, Paris, France, Éditions Buchet Chastel, 2024, 208 p.  (ISBN 978-2-283-03866-6)

## Sur quelques ouvrages

### Nord-Est
Les guerres ont fini leurs ravages. Les camps, autrefois de concentration, sont ouverts. Un groupe de quatre hommes, Emmet, Jammar, Saul, mené par Garri, se met en marche pour rejoindre les plaines du Nord-Est à pied, avec sacs à dos, rations, un peu d'eau, une carte imprécise, sans arme. Les souvenirs leur suggèrent que peut-être là-bas, ce sera mieux….
Au premier village détruit, seul survit un cheval avec un canon brisé.
À la première forêt, un homme est pris dans les sables mouvants d'un marais, Ruslan, qui s'est spécialisé dans la recopie des pétroglyphes (dont la plupart ont été brisés).
Au second village, celui de Ruslan, l'accueil des survivants est bon, dès que l'entraide est possible : Rik, Dona, Tayna, Jorge, Servan, Filidor, Mame…
On pourrait presque s'installer.
Des cantiniers motorisés assurent le minimum (contrôle, achat-vente…).
Puis, c'est les montagnes, le chevrier fou, les intempéries, les abris de fortune, les marches forcées, les manques.
Puis, les plaines du Nord-Est, les trois villages, ravagés, Markus peut-être…